# Gunta Stölzl
Gunta Stölzl (née le 5 mars 1897 à Munich et morte le 22 avril 1983 à Zurich) est une tisserande et designer de textiles allemande. Elle est considérée comme l'un des membres importants du Bauhaus. Ses œuvres sont exposées dans de nombreux musées, notamment au MoMA de New York.

## Biographie

### Les débuts, le Bauhaus
Adelgunde Stölzl, dite « Gunta » naît le 5 mars 1897 à Munich. De 1914 à 1916, elle étudie à l'école des arts décoratifs de Munich où elle étudie la peinture sur verre, les arts décoratifs et la céramique sous la direction de Richard Riemerschmid. Elle interrompt ses études en 1917 pour s’enrôler comme infirmière pour la croix-rouge sur le front de la Première Guerre mondiale.
Après l’armistice, elle réintègre l’école des arts décoratifs. C'est à cette époque que l’étudiante prend connaissance du manifeste de la nouvelle école du Bauhaus à Weimar. Après avoir décidé de poursuivre ses études là-bas, Gunta Stölzl intègre le cours préliminaire dispensé par le maître Johannes Itten. Dans un journal qu'elle tient depuis quelques années, elle y décrit les cours et la méthode d'enseignement employée par Itten, avec qui elle restera très proche tout au long de sa carrière. Elle suit également les cours à l'atelier de peinture sur verre ainsi que le cours de peinture murale qu'il dirige. À partir de 1921, Gunta Stölzl se forme à l'atelier de tissage sous la direction de Georg Muche et Paul Klee.
Après avoir pris des cours de teinture à Krefeld, elle met en place des installations pour pratiquer ces technique au sein de l’atelier. Fabrique son premier grand tapis à point noué qui est vendu lors de la première exposition du Bauhaus en 1923,.
Elle travaille de concert avec Marcel Breuer, avec qui elle noue une relation intime, pour tapisser les sièges qu’il conçoit. On peut citer la chaise avec assise tissée colorée qui montre des airs de parenté avec le mouvement De Stijl et la chaise africaine réalisées en 1921,. En 1924, à la demande de Johannes Itten qui a quitté l’établissement l’année précédente, elle monte un atelier de tissage à Herrliberg près de Zurich. Elle retourne également à Krefeld pour se former sur les techniques de tissage.

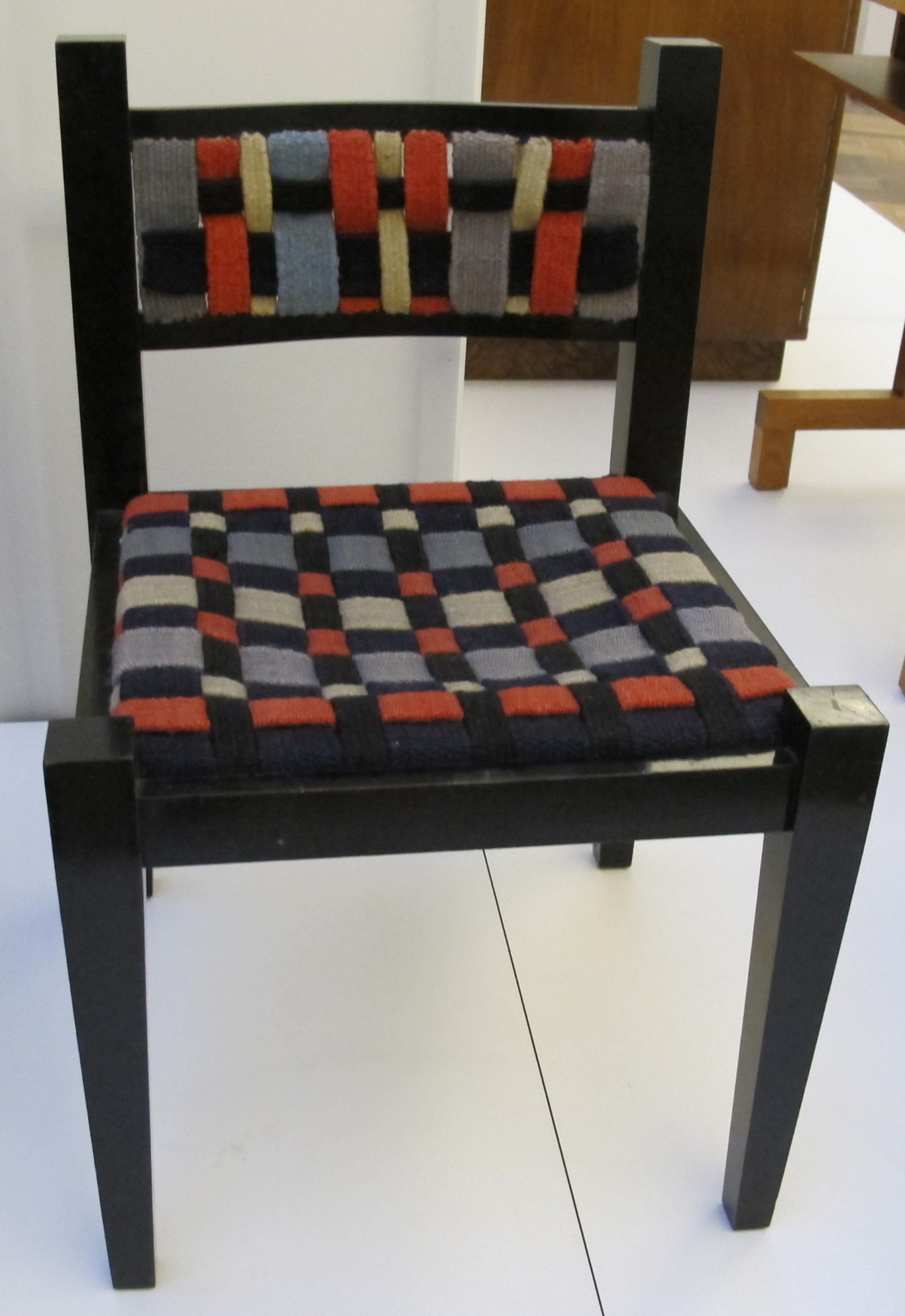
Textile de Gunta Stölzl sur la chaise avec assise tissée colorée de Marcel Breuer (1921).

Gunta Stölzl est célèbre pour ses assemblages de formes complexes, composés de lignes ondulées qui se fondent dans des mosaïques de carrés colorés.
Ses tissus doivent leur charme à sa manière de croiser des fils très différents dans des contrastes de matériaux, brillants ou mats, réfléchissant la lumière ou sourds. L’utilisation de nouvelles fibres, à l’instar de la soie artificielle, du fil glacé (toile de coton paraffinée) ou de bandelettes de cellophane débouche sur des inventions techniques dans le domaine des tissus d’ameublement .
Gunta Stölzl parvient à associer les propriétés du tissage telles que résistance à la déchirure ou à l’abrasion à une esthétique équilibrée des formes et des couleurs.

Après le déménagement du Bauhaus à Dessau en 1925, elle est nommée maître artisan, ce qui lui permet d’élaborer des contenus d’enseignement pratique à l'atelier de textile. L'année suivante, Stölzl devient Jungmeister (jeune maître). Elle est alors responsable de tout l’atelier. Elle commence ses premières expérimentions sur un métier Jacquard avec Anni Albers.
En 1928, elle voyage à Moscou avec Arieh Sharon et d’autres membres du Bauhaus et y suit des cours au Khoutemas, « Ateliers supérieurs d’art et de technique russe » .
En 1929, elle épouse Arieh Sharon, étudiant en architecture du Bauhaus et  juif, ce qui vaut à Gunta Stölzl de perdre sa citoyenneté allemande. Ils ont une fille, Yael.

### Après le Bauhaus
Gret Reichardt , diplômée et professeur free lance du Bauhaus mène, avec Herbert von Arend et Ilse Voigt, une révolte contre les méthodes pédagogiques de la maîtresse d'atelier, Gunta Stölzl. Ce mouvement et les hostilités politiques poussent le directeur Mies von der Rohe à demander la démission de Gunta Stölzl. Les étudiants sont opposés à son renvoi et lui consacrent un numéro du journal de l'école. Reichardt, von Arend et Voigt sont temporairement exclus de l'école après cet événement.
Gunta Stölzl quitte donc le Bauhaus en 1931 et revient à Zurich où elle crée avec Gertrud Preiswerk et Heinrich-Otto Hürlimann, également anciens élèves du Bauhaus, une entreprise de tissage manuel nommée S-P-H-Stoffe.
Elle importe aussi ses expérimentations textiles faites en Allemagne. Cependant, durant cette période, son travail n'est plus aussi libre et créatif.
A la même époque, son mari, Arieh Sharon se rend en Palestine et décide d'y rester et d'ouvrir son cabinet d'architecture à Tel Aviv. Ils divorceront en 1936 .
Elle devient membre de l'organisation professionnelle « Schweizerischer Werkbund » dont le magazine officiel "Das Werk", consacre un article à sa carrière en 1934. C'est aussi en 1934 qu'elle obtient une commande importante pour réaliser des rideaux pour un cinéma de Zurich.
L'entreprise S-P-H Stoffe ferme ses portes en 1933, en raison de difficultés financières. En 1935, Stölzl et son ancien associé Heinrich-Otto Hürlimann se lancent ensemble dans une nouvelle entreprise commerciale et créent S&H Stoffe. Après le départ d’Hürlimann en 1937, elle dirige seule la société renommée Handweberei Flora jusqu'en 1967.
En 1937, elle reçoit, à l’Exposition mondiale à Paris, le Diplôme Commémoratif – « Exposition Internationale des Arts et des Techniques » pour son travail .
En 1940 Gunta Solzl rejoint la Gesellschaft Schweizer Malerinnen, Bildhauerinnen und Kunstgewerblerinnen (Société suisse des femmes peintres, sculpteurs et artisanes) . En 1967, Gunta Stölzl dissous son entreprise et se consacre au tissage de tapisseries et à la création de ses propres motifs .
En 1942, elle épouse l’écrivain suisse Willy Stadler et devient citoyenne suisse. Ils ont une fille, Monika Agnes en 1943. Monika décrit leur vie: «Il y avait peu d'argent, mais nous allions toujours en vacances tout le temps».
Gunta Stölzl meurt le 22 avril 1983 à Zurich.
Gunta Stölzl est une des meilleures tisserandes de sa génération. Elle sait transposer des formes complexes en tapis ou tentures tissées à la main, aussi bien que créer des motifs pour la production automatisée. Elle est sans doute aujourd'hui la plus connue des tisserandes du Bauhaus. En fait, elle incarne plus que tout autre l'atelier de tissage du Bauhaus. Ses œuvres sont conservées dans les musées du monde entier en Europe, aux États-Unis et au Japon et elle continue d'inspirer de nombreux artistes textiles qui fabriquent des œuvres sur base de ses dessins ou s'en inspirent 

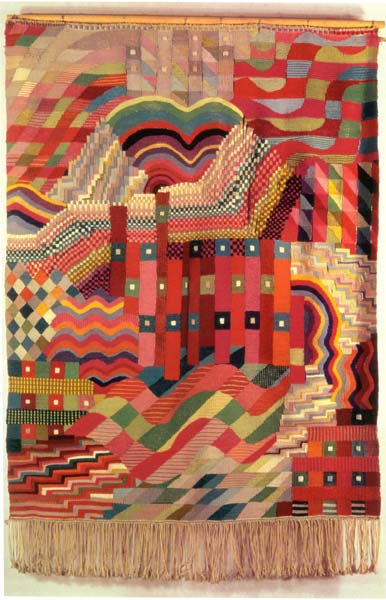
Tapisserie 1927-28, Gunta Stölzl

## Héritage et distinctions
Depuis les années 1970, plusieurs expositions sont centrées sur son œuvre :
- 1970 : Bildteppiche von Gunta Stölzl, Lyceumclub à Zurich.
- 1971 : Bildteppiche von Gunta Stölzl, Paulus-Akademie Zürich.
- 1976 - 1977 : Gunta Stadler-Stölzl - Wandteppiche und Entwürfe 1921-1976, Bauhaus-Archiv à Berlin.
- 1977 : Gunta Stölzl - Wandteppiche, Galerie Lutz, Stuttgart.
- 1980 : Gunta Stadler-Stölzl - Bildteppiche, Paulus-Akademie, Zurich.
- 1987 - 1988 : Gunta Stölzl - Weberei am Bauhaus und aus eigener Werkstatt, exposition itinérante (Bauhaus-Archiv à Berlin, Musée du design de Zurich, Gerhard Marcks Museum à Brême, Villa Berberich à Bad Säckingen).
- 1997 - 1998 : Gunta Stölzl - Meisterin am Bauhaus Dessau, exposition itinérante (Fondation Bauhaus de Dessau, Städtische Kunstsammlungen de Chemnitz, Musée des Arts et Métiers de Hambourg).

Le Museum of Modern Art de New York organise une exposition intitulée « Gunta Stölzl, Anni Albers » en 1990 en l’honneur des deux créatrices.
Une mini-série allemande créée par Lars Kraume, Bauhaus - Un temps nouveau (Die Neue Zeit), est diffusée en France (Arte) et en Allemagne (ZDF) en 2019. Elle retrace l'histoire du Bauhaus. Gunta Stölzl y est interprétée par l'actrice Valerie Pachner.
La Galerie Raphael Durazzo organise en 2022 une exposition intitulée "Le prisme Bauhaus" avec des œuvres de Gunta Stölzl. Il s'agit de la première galerie française à organiser une exposition avec plusieurs de ses œuvres.